# SQLAdria
SQLAdria je udruženje korisnika relacijskih baza podataka iz Hrvatske i Slovenije.
Udruženje je osnovano 1994. godine i iste je godine postalo regionalna grupa međunarodne organizacije IDUG. Djeluje kao samostalni odbor pri Centru tehničke kulture Rijeka.
Svake godine SQLAdria organizira tri konferencije i jedan ili više seminara.
Proljetna jednodnevna konferencija najčešće se održava u travnju u Sloveniji (Ljubljani), a jesenska u rujnu u Hrvatskoj (Zagrebu).
Ljetna SQLAdria konferencija je međunarodni događaj koji se održava u lipnju u Hrvatskoj (Dubrovniku). Sama konferencija traje tri dana, a od 2007. godine nakon konferencije se održavaju i jednodnevni seminari.
U studenome se u Hrvatskoj (Opatiji) održava dvodnevni SQLAdria seminar.

## Povijest
Prva SQLAdria konferencija održana je 12. svibnja 1995. u Opatiji, pod pokroviteljstvom tvrtke Platinum Technology. Okupila je 54 sudionika. Predavači na ovoj konferenciji bili su Richard Shiller (Platinum Technology), Andy Lancaster (BMC Software) i Mojmir Baumgartner (IBM Slovenija).
Prvi SQLAdria seminar održan je 27-28. lipnja 1996. u Opatiji. Okupio je 43 sudionika. Predavač je bio Josip Lorencin.
Prva međunarodna SQLAdria konferencija održana je 28-30. lipnja 2000. u Dubrovniku, pod pokroviteljstvom tvrtke Computer Associates (danas CA) koja je postala tradicionalni pokrovitelj ovog događaja. Na konferenciji se okupilo 36 sudionika, a već iduće godine broj sudionika je narastao na 62. Mnogi međunarodno poznati i priznati predavači često gostuju na konferenciji: Klaas Brant, Phil Grainger, Jan Henderyckx, Namik Hrle, Željen Stanić i drugi.

## Vanjske poveznice
- SQLAdria na stranici sqladria.net